# Эддерли, Пол
Пол Лоуренс Эддерли (англ. Paul Lawrence Adderley; 15 августа 1928, Нассау — 19 сентября 2012, Нассау) — багамский государственный деятель, и. о. генерал-губернатора Багамских островов (2005—2006).

## Биография
Окончил колледж Святой Екатерины и Кембриджский университет со степенью бакалавра права и магистра искусств. С 1953 г. работал в качестве адвоката в сфере уголовного права.
- 1956—1997 гг. — член Палаты собрания парламента,
- 1962 г. — избран заместителем лидера Прогрессивной либеральной партии (ПЛП), был в составе делегации на переговорах в Лондоне (1963), которые впоследствии привели к провозглашению независимости,
- 1965 г. — после раскола в ПЛП стал одним из основателей Национал-демократической партии (НДП), которая, впрочем, потерпела неудача на всеобщих выборах 1967 г.,
- 1972 г. — вернулся в ряды ПЛП,
- 1973—1989 гг. — генеральный прокурор,
- 1973—1984 гг. — министр иностранных дел Багамских островов; также занимал посты министра национальной безопасности, образования и финансов,
- 1992 г., после поражения ПЛП на выборах, вернулся к частной адвокатской практике,
- 2005—2006 гг. — и. о. генерал-губернатора Багамских островов.